# 정태진
정태진(丁泰鎭, 1903년 7월 25일~1952년 11월 2일)은 일제강점기와 대한민국의 한글학자로, 호는 석인(石人), 본관은 나주이다.
1925년 연희전문학교 문과를 졸업하였으며 같은 해 함흥영생여자고등보통학교 교사가 되었다. 1927년에는 미국으로 유학을 떠났고 우스터 대학교, 컬럼비아 대학교 대학원 교육학과를 졸업하였다.
1931년에 귀국하여 함흥영생여자고등보통학교 교사에 복직했고 1941년에는 조선어학회의 《큰사전》 편찬위원에 임명되었다. 1942년 조선어학회 사건에 연루되어 함경남도 홍원경찰서에서 체포되었고 감옥에서 징역 2년을 선고받고 복역했다.
광복 이후 《큰사전》 편찬을 재개하면서 연희대학교·중앙대학교 등에서 국어학 강의를 담당하여 후학 양성에 노력했으며 1949년에 한글 학회 이사를 역임하기도 했으나 한국 전쟁 중이던 1952년 11월 2일에 파주에서 식량을 구하러 가던 도중에 군용 트럭 전복 사고로 사망했다.

## 사후
1962년에 대한민국 건국공로훈장 단장을 추서받았다. 《정태진 묘》는 경기도 파주시 광탄면 영장리에 있으며, 2001년 12월 21일 파주시의 향토유적 제15호로 지정되었다.

## 같이 보기
- 정태진 묘
- 큰사전
- 한글 학회